# Онут
Ону́т — село в Україні, у Вікнянській сільській громаді Чернівецького району Чернівецької області.

## Історія
Онут, згадуваний на сторінках літопису разом із Кучелмином від 1213 p., стояв на важливій комунікації, яка з'єднувала Галич із південними землями князівства та «полем». Виник на основі поселень УПІ-Х ст. в ур. Стрілка і Над Капличкою, де були розкопані рештки металургійного горна. У XII-ХІII ст., займав площу близько 20 га (1500х100-200 м). В ур. Старий Цвинтар досліджено майстерню із виробництва кам'яних іконок. В ур. Долини зафіксовані рештки кладовища з підішитовими похованнями. На березі р. Дністер, в ур. Мури були виявлені, розташовані паралельно на відстані 7-8 м, чотири кам'яні вимостки завдовжки 5-7 м, завширшки до 1 м, що заходять у русло ріки. Можливо, тут була річкова пристань.
У 1812-1918 через с. Онут (по річці Онут) проходив австро-російський кордон.  За даними на 1859, у власницькому селі Онута (Хотинський повіт Бессарабської губернії) мешкало 188 осіб (95 чоловічої статі та 93 — жіночої), було 45 дворових господарств.

## Населення
Згідно з переписом УРСР 1989 року чисельність наявного населення села становила 704 особи, з яких 308 чоловіків та 396 жінок.
За переписом населення України 2001 року в селі мешкали 622 особи.

### Мова
Розподіл населення за рідною мовою за даними перепису 2001 року:
| Мова       | Відсоток |
| ---------- | -------- |
| українська | 99,52 %  |
| російська  | 0,32 %   |
| румунська  | 0,16 %   |

## Відомі люди
- Денисик Григорій Іванович (нар. 1949) — доктор географічних наук, професор, завідувач кафедри географії природничо-географічного факультету Вінницького державного університету ім. М.Коцюбинського; періодично навідує земляків, зустрічається зі школярами.
- Божик Пантелеймон — українсько-канадський письменник.
- Омельський Євген — український меценат, діаспорний діяч.
- Балацький Василь Іванович — фотокореспондент.